# Hrobice (district de Pardubice)
Pour les articles homonymes, voir Hrobice.
Hrobice (en allemand : Hrobitz) est une commune du district et de la région de Pardubice, en République tchèque. Sa population s'élevait à 269 habitants en 2024.

## Géographie
Hrobice se trouve à 8 km au nord de Pardubice, à 13 km au sud de Hradec Králové et à 97 km à l'est de Prague.
La commune est limitée par Opatovice nad Labem au nord, par Bukovina nad Labem et Dříteč à l'est, par Němčice et Srch au sud, par Stéblová à l'ouest et par Čeperka au nord-ouest.

## Histoire
La première mention écrite de la localité date de 1436.

## Galerie

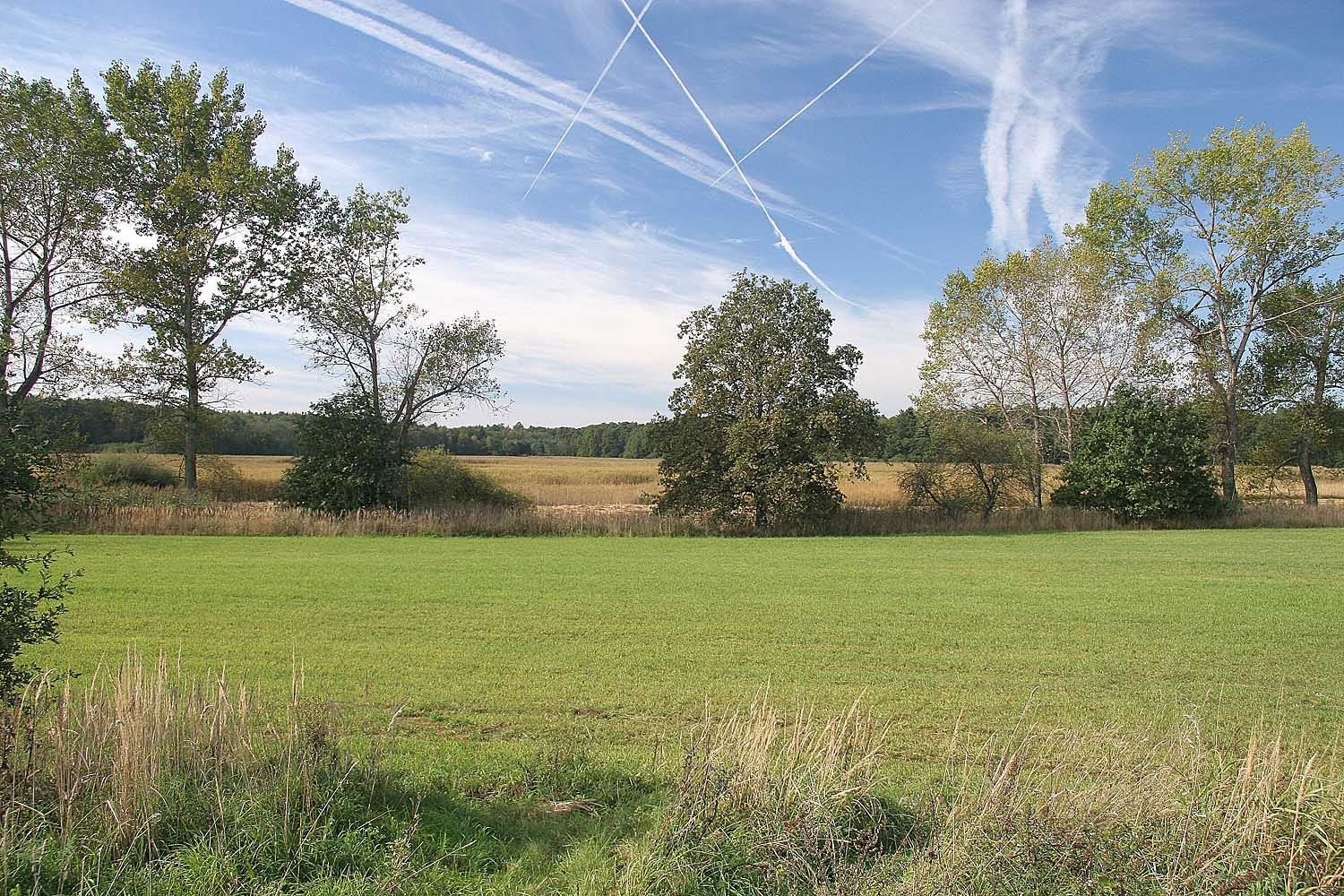
Réserve naturelle de Baroch.
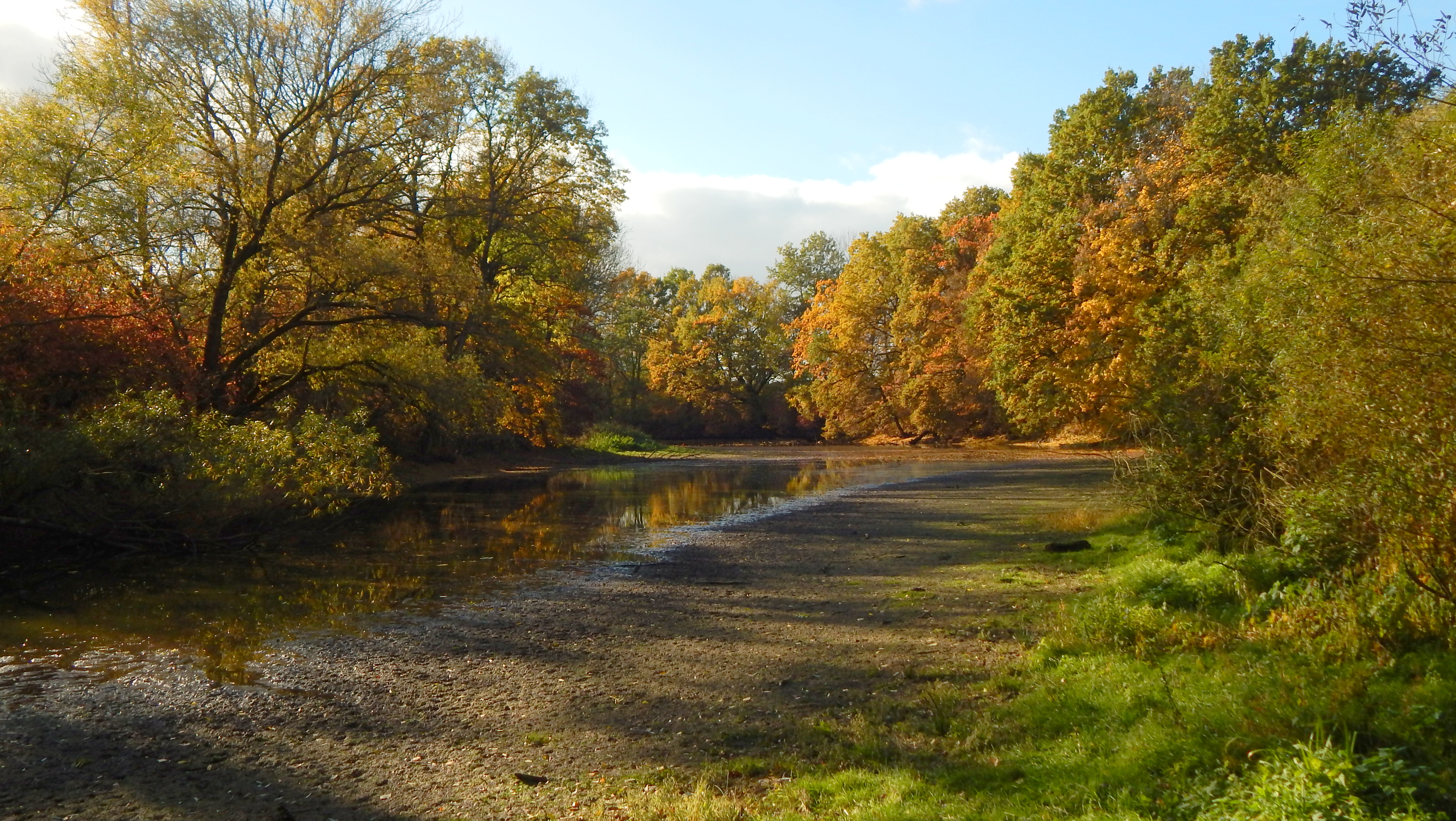
Réserve naturelle de Tůń u Hrobic.

## Transports
Par la route, Hrobice se trouve à 9 km de Pardubice et à 130 km de Prague. 